# Orestes (Romeins heerser)
Orestes (overleden op 28 augustus 476) was een Romeins politicus, die kort de werkelijke macht had in het West-Romeinse Rijk, namelijk van 475 tot 476. 

## Leven
Orestes werd geboren als aristocraat in Pannonia Savi. Waarschijnlijk waren de voorouders van Orestes deels Germanen. Orestes was de zoon van Tatules en de schoonzoon van "comes" (graaf) Romulus, die als militaire leider in Noricum diende (dux Norici). 
Toen de provincie Pannonia aan Attila de Hun werd afgestaan, werd Orestes lid van het hof van Attila, waar hij een hoge positie bereikte als diplomaat in de onderhandelingen tussen Attila en Valentinianus III.
In 475 werd Orestes benoemd tot magister militum en patricius door de West-Romeinse keizer Iulius Nepos. Dit bleek achteraf een verkeerde keus te zijn, want op 28 augustus 475 slaagde Orestes er namelijk in als hoofd van foederati om de regeringsmacht in de hoofdstad Ravenna over te nemen. Iulius Nepos vluchtte zonder verdere strijd naar Dalmatië, waar hij zou blijven regeren totdat hij vermoord werd in 480.
Hoewel Orestes nu heerser was van het overgebleven West-Romeinse rijk, dat enkel nog bestond uit de provincie Italië, werd hij niet als een goede Romein beschouwd. Hij zou dan ook nooit worden geaccepteerd als keizer. Daarom schoof Orestes zijn zoon Romulus naar voren. Omdat Romulus in feite nog een kind was, bleek hij slechts een stroman voor zijn vader, en had Orestes de werkelijke macht in handen. Hij koos Romulus Augustus als keizersnaam voor zijn zoon. Dit klonk wel gewichtig, maar werd door de Romeinen verkleind naar het fraai rijmende Romulus Augustulus, Romulus Augustusje, de kleine Augustus.
De nieuwe regering werd in het Oost-Romeinse rijk niet erkend, maar omdat daar een burgeroorlog woedde, konden noch Zeno, noch Basiliscus militair ingrijpen tegen Orestes. Ook ontevreden over het regime van Orestes waren soldaten van het Romeinse leger die zich graag op het Italiaanse schiereiland wilden vestigen.

## Dood
Onder leiding van het Germaanse stamhoofd Odoaker werd Orestes op 28 augustus 476 gevangengenomen bij Piacenza en direct geëxecuteerd. Binnen enkele weken werd Ravenna ingenomen en Romulus Augustulus afgezet. Dit moment wordt algemeen beschouwd als het einde van het West-Romeinse Rijk.